# Relaciones Dominica-México
La Mancomunidad de Dominica y los Estados Unidos Mexicanos establecieron relaciones diplomáticas en 1979. Ambas naciones son miembros de la Asociación de Estados del Caribe, Comunidad de Estados Latinoamericanos y Caribeños, Naciones Unidas y la Organización de los Estados Americanos.

## Historia
Dominica y México establecieron relaciones diplomáticas el 3 de abril de 1979. Las relaciones entre ambas naciones han tenido lugar principalmente en foros multilaterales. En febrero de 2010, el Primer Ministro dominiqués, Roosevelt Skerrit realizó una visita a Cancún para asistir a la cumbre México-Comunidad del Caribe (CARICOM). En mayo de 2014, el Primer Ministro dominiqués Roosevelt Skerrit regresó de nuevo a México para asistir a la cumbre México-Comunidad del Caribe celebrada en Mérida. Durante la reunión, ambas naciones firmaron un Acuerdo de Cooperación para el Desarrollo.
En 2014, el secretario de Relaciones Exteriores de México José Antonio Meade Kuribreña realizó una visita a Dominica para mantener conversaciones de alto nivel con funcionarios dominiqués. Ese mismo año, el gobierno mexicano donó $500 mil dólares, que fueron utilizados por el gobierno dominiqués para la reconstrucción de los sectores que fueron dañados como resultado de las lluvias torrenciales que tuvieron lugar en 2013. En agosto de 2015, Dominica sufrió de nuevo por la Tormenta tropical Erika. Como resultado, el presidente mexicano Enrique Peña Nieto autorizó la donación de $250 mil dólares a Dominica. Los fondos fueron transferidos en abril de 2016.
En marzo de 2017, México abrió un consulado honorario en Roseau. En junio de 2017, el Canciller dominiqués Francine Baron realizó una visita a México para asistir a la 47.ª Asamblea General de la Organización de los Estados Americanos en Cancún. En diciembre de 2018, México ofreció ayudar con la construcción del Hospital Marigot, lo cual sería financiado con $5 millones de dólares.
Cada año, el gobierno mexicano ofrece becas para ciudadanos de Dominica para estudiar estudios de posgrado en instituciones mexicanas de educación superior. En 2021, el Primer Ministro Skerries regresó a México para asistir a la cumbre de la Comunidad de Estados Latinoamericanos y Caribeños en Ciudad de México.
En 2024, ambas naciones celebraron 45 años de relaciones diplomáticas. En octubre de 2024, la presidenta Sylvanie Burton viajó a México para asistir a la toma de posesión de la presidenta Claudia Sheinbaum.

## Visitas de alto nivel
Visitas de alto nivel de Dominica a México
- Primer Ministro Roosevelt Skerrit (2010, 2014, 2021)
- Ministro de Relaciones Exteriores Francine Baron (2017)
- Ministro de Relaciones Exteriores Kenneth Darroux (2021)
- Presidenta Sylvanie Burton (2024)

Visitas de alto nivel de México a Dominica
- Secretario de Relaciones Exteriores de México José Antonio Meade Kuribreña (2014)

## Comercio
En 2023, el comercio entre Dominica y México ascendió a $44 millones de dólares. Las principales exportaciones de Dominica a México incluyen: aparatos eléctricos para circuitos eléctricos, transformadores de potencia, tornillos y pernos, prendas y frutas. Las principales exportaciones de México a Dominica incluyen: vehículos de motor, monitores y proyectores, construcciones prefabricadas, hierro y acero, aceite vegetal y frutas.

## Misiones diplomáticas
- Dominica está acreditado a México a través de su embajada en Washington D. C., Estados Unidos.
- México está acreditado a Dominica a través de su embajada en Castries, Santa Lucía y mantiene un consulado honorario en Roseau.[11]